# 俞庆江
俞庆江（1963年9月—），江苏南京人，中国人民解放军空军中将，国防大学硕士研究生，特级飞行员。
毕业于空军某飞行学院，后先后就读于空军政治学院、俄罗斯空军军事学院、空军工程大学。曾任沈阳军区空军航空兵第30师师长。2007年6月，升任空军大连指挥所司令员。2009年，调任济南军区空军副参谋长。2013年，再升任济南军区空军参谋长。2015年10月，转任空军指挥学院院长。2017年12月，升任空军参谋长。2023年，转任空军副司令员。
2010年12月，晋升空军少将军衔。2019年6月，晋升空军中将军衔。
俞庆江喜爱书法，曾在中国书画函授大学学习三年，师承欧阳中石、李铎等。他还同时担任中国书画名家协会常务理事、山东将军书画院副院长、济南军区空军蓝天书画院名誉院长、山东书协会员。